# シクリ
シクリ（イタリア語: Scicli, シチリア語: Scichili）は、イタリア共和国シチリア州ラグーザ県にある、人口約27,000人の基礎自治体（コムーネ）。

## 地理

### 位置・広がり

#### 隣接コムーネ
隣接するコムーネは以下の通り。
- モーディカ
- ラグーザ

## 行政

### 分離集落
シクリには、以下の分離集落（フラツィオーネ）がある。
- Cava d'Aliga, Donnalucata, Playa Grande, Sampieri, Bruca, Arizza, Spinasanta